# Polyrhachis sidnica
Polyrhachis sidnica är en myrart som beskrevs av Mayr 1866. Polyrhachis sidnica ingår i släktet Polyrhachis och familjen myror. Inga underarter finns listade i Catalogue of Life.